# Dithyrea
Dithyrea é um género botânico pertencente à família Brassicaceae.